# Vlado Božinovski
Vlado Božinovski (Ohrid, 30 marzo 1964) è un allenatore di calcio ed ex calciatore macedone naturalizzato australiano, di ruolo centrocampista.

## Biografia
Suo figlio Tomas Božinovski (1999) è anch'egli un calciatore.

## Carriera

### Nazionale
Conta sei presenze e un gol con la nazionale maggiore australiana.
Nel 1988 ha preso parte alle Olimpiadi di Seul.

## Statistiche

### Cronologia presenze e reti in nazionale
| Cronologia completa delle presenze e delle reti in nazionale ― Australia | Cronologia completa delle presenze e delle reti in nazionale ― Australia | Cronologia completa delle presenze e delle reti in nazionale ― Australia | Cronologia completa delle presenze e delle reti in nazionale ― Australia | Cronologia completa delle presenze e delle reti in nazionale ― Australia | Cronologia completa delle presenze e delle reti in nazionale ― Australia | Cronologia completa delle presenze e delle reti in nazionale ― Australia | Cronologia completa delle presenze e delle reti in nazionale ― Australia |
| Data                                                                     | Città                                                                    | In casa                                                                  | Risultato                                                                | Ospiti                                                                   | Competizione                                                             | Reti                                                                     | Note                                                                     |
| ------------------------------------------------------------------------ | ------------------------------------------------------------------------ | ------------------------------------------------------------------------ | ------------------------------------------------------------------------ | ------------------------------------------------------------------------ | ------------------------------------------------------------------------ | ------------------------------------------------------------------------ | ------------------------------------------------------------------------ |
| 7-7-1988                                                                 | Melbourne                                                                | Australia                                                                | 0 – 1                                                                    | Brasile                                                                  | Australia Bicentenary Gold Cup - 1º turno                                | -                                                                        | 73’                                                                      |
| 9-7-1988                                                                 | Città di Parramatta                                                      | Australia                                                                | 3 – 0                                                                    | Arabia Saudita                                                           | Australia Bicentenary Gold Cup - 1º turno                                | -                                                                        | 82’                                                                      |
| 14-7-1988                                                                | Sydney                                                                   | Australia                                                                | 4 – 1                                                                    | Argentina                                                                | Australia Bicentenary Gold Cup - 1º turno                                | 1                                                                        |                                                                          |
| 17-7-1988                                                                | Sydney                                                                   | Australia                                                                | 0 – 2                                                                    | Brasile                                                                  | Australia Bicentenary Gold Cup - Finale                                  | -                                                                        | 72’                                                                      |
| 13-6-1992                                                                | Orlando                                                                  | Stati Uniti                                                              | 0 – 1                                                                    | Australia                                                                | Amichevole                                                               | -                                                                        | 76’                                                                      |
| 21-6-1992                                                                | Montevideo                                                               | Uruguay                                                                  | 2 – 0                                                                    | Australia                                                                | Amichevole                                                               | -                                                                        |                                                                          |
| Totale                                                                   |                                                                          | Presenze                                                                 | 6                                                                        |                                                                          | Reti                                                                     | 1                                                                        |                                                                          |